# Луг Познановечки
Луг Познановечки је насељено место у саставу општине Бедековчина у Крапинско-загорској жупанији, Хрватска. До територијалне реорганизације у Хрватској налазио се у саставу старе општине Забок.

## Становништво
На попису становништва 2011. године, Луг Познановечки је имао 659 становника.

## Попис1991.
На попису становништва 1991. године, насељено место Луг Познановечки је имало 663 становника, следећег националног састава:
| Попис 1991.‍  | Попис 1991.‍  | Попис 1991.‍ | Попис 1991.‍ | Попис 1991.‍ |
| ------------ | ------------ | ----------- | ----------- | ----------- |
|              |              |             |             |             |
| Хрвати       | Хрвати       |             | 636         | 95,92%      |
| Југословени  | Југословени  |             | 2           | 0,30%       |
| Срби         | Срби         |             | 1           | 0,15%       |
| Чеси         | Чеси         |             | 1           | 0,15%       |
| неопредељени | неопредељени |             | 13          | 1,96%       |
| непознато    | непознато    |             | 10          | 1,50%       |
| укупно: 663  |              |             |             |             |